# Garmarna
Garmarna är en svensk folkmusikgrupp från Sundsvall. Garmarna spelar folkrock som utvecklats med elektroniska inslag, och blandar egen musik med nytolkningar av gamla traditionella visor och texter från gamla ballader, och Garmarna har även spelat in verk av Hildegard av Bingen. 

## Historia
Garmarna bildades 1990 i Sundsvall, som en trio med Gotte Ringqvist, Stefan Brisland-Ferner och Rickard Westman, och inspirerades av Olov Johanssons musikaliska partitur för en produktion av Shakespeares Hamlet. 
Den ursprungliga trion utökades med slagverkaren Jens Höglin och de spelade för första gången på Hultsfredsfestivalen i augusti 1992. Kort därefter knöts gruppen till det lokala skivbolaget Massproduktion, och våren 1993 släpptes Garmarnas debut EP. De visste att kvinnlig sång skulle ge en kontrast till den mörka atmosfären i deras musik, så Emma Härdelin bjöds in som gästsångare till den första EP:n, men Härdelin gick officiellt med i bandet samma år.
I april 1994 släpptes deras debutalbum, Vittrad, som dels ledde till en Grammisnominering för Årets bästa folkalbum, och dels till ännu en konsert på Hultsfredsfestivalen, samt turné i Skandinavien och Tyskland, som följdes av konserter i Minneapolis, där deras amerikanska skivbolag Omnium kom ifrån, och spelningar i länder som Taiwan och Sydkorea, där Garmarnas första album också släpptes. 
1996 släppte bandet sitt andra album, Guds Spelemän som fick en Grammis som Årets bästa folkalbum. På turnén spelade Garmarna bl.a i Seattle oktober 1996.
1997 ställde Garmarna upp i Melodifestivalen med En gång ska han gråta, skriven av Mats Wester och Py Bäckman. Den slutade på åttonde plats. Bandet fick en rak förfrågan med en specialskriven låt just för dem.
Med albumet Vedergällningen, som släpptes i mars 1999, moderniserade Garmarna sitt sound ännu mer, med elektroniska triphop-inspirerade rytmer, och albumet blev också Grammis-nominerad för årets visa och folk album.
Garmarna hade året innan börjat arbeta med ett projekt tillsammans med Musik Västernorrland med verk av den tyska medeltidskompositören Hildegard av Bingen, och lagom till Von Bingens 900-årsjubileum turnerade bandet tillsammans med konstnären Felicia Konrad. I april 2001 släpptes albumet Hildegard von Bingen, och utgivningen ledde till en spelning på Roskildefestivalen, samt en längre turné i Europa, och spelningar i både USA och Japan.
Efteråt påbörjade bandet ännu ett album, men detta färdigställdes inte då bandets medlemmar fokuserade på studier och andra musikaliska sammanhang. Härdelin sjöng i Triakel, och Höglin, Ringqvist och Brisland-Ferner spelade i The Thousand Dollar Playboys. 
Efter några års paus började bandet spela sporadiskt igen, och efter en konsert på Festival Mediaval i Tyskland 7 september 2013 började man på allvar planera ett nytt album. 2015 skrev bandet ett nytt skivkontrakt med BMG och påbörjade arbetet på albumet 6. I oktober 2015 släpptes singeln Över Gränsen, där den samiska rapparen och aktivisten Maxida Märak medverkade. I mars 2016 släpptes andra singeln Öppet Hav. Här sjöng sångerskan Härdelin duett med Thåström. I april samma år släpptes albumet 6, där bandet tog sin fusion av electronica, rock och folkmusik ytterligare ett steg framåt. Till skillnad från tidigare skivor så innehöll albumet enbart nyskrivna texter. Texterna till låtarna Ingen och Labyrint är skrivna av Annika Norlin. 
Albumet Förbundet släpptes den 6 november 2020. Inspelningen hade möjliggjorts tack vare en Kickstarter-kampanj och Garmarna sa i en kommentar att man musikaliskt återbesökte balladberättandet som utforskades på albumen Vedergällningen och Grammisbelönade Guds spelemän. Förbundet nominerades för en Grammis för Årets folkmusikskiva. Bandet nominerades också till Regeringens musikexportpris 2021.

Sångerskan Härdelin kan även höras i banden String Sisters, Triakel och Breda gatan.  Brisland-Ferner har bl.a. arbetat och turnerat med Thåström.

## Medlemmar
- Emma Härdelin: sång och violin
- Stefan Brisland-Ferner: violin, vevlira, sampler, mungiga och gitarr
- Jens Höglin: trummor och slagverk
- Gotte Ringqvist: gitarr, viola, mungiga och luta
- Rickard Westman: gitarr och elbas

## Diskografi

### Album
- 1993 – Garmarna (EP)
- 1994 – Vittrad
- 1996 – Guds spelemän
- 1999 – Vedergällningen
- 2001 – Hildegard von Bingen
- 2016 – 6
- 2020 – Förbundet

### Singlar
- 1996 - "Herr Holger" (Sir Holger) [CD-SINGEL, Tyskland]
- 1997 - "En gång ska han gråta" [CD-SINGEL]
- 1999 - "Gamen" [CD-SINGEL]
- 1999 - "Euchari" [CD-SINGEL]
- 2015 - "Över gränsen" [Digital]
- 2016 - "Öppet hav" [Digital]
- 2016 - "Nåden" [Digital]
- 2019 - "Kashmir" [Digital]
- 2020 - "Ramunder" [Digital]
- 2020 - "Två systrar" [Digital]
- 2020 - "Dagen flyr" [Digital]